# اندیس میدوک
میدوک یک اندیس فلزی است که در حوالی شهر شهر بابک استان کرمان قرار دارد و مادهٔ معدنی موجود در آن، طلا است.سنگ میزبان این اندیس مجموعه‌های ولکانیک_رسوبی و آندزیت_داسیت است  در این اندیس، پاراژنز‌های طلا، گالن، اسفالریت و رگه‌های کوارتزی یافت می‌شوند.